# Archford Gutu
Archford Gutu (Harare, 5 augustus 1993) is Zimbabwaans voetbalinternational.

## Carrière

### Beginjaren
Gutu wordt in 2009 aangetrokken door Ajax Cape Town. De middenvelder komt in competitieverband echter geen enkele keer in actie voor de club. Op 14 september 2010 verbreekt Ajax daarom het contract, waarop Gutu terugkeert naar Zimbabwe.

### Dynamos Harare
Op 25 september 2010 tekent de middenvelder een contract bij Dynamos Harare. Gutu maakt zijn debuut op 4 november van dit jaar, wanneer hij als invaller in het veld komt tijdens de met 1-0 gewonnen wedstrijd tegen Monomotapa United. Op 28 februari 2011 scoort hij twee keer in de Bob 87 Super Cup Finale tegen CAPS United. Dynamos Harare wint het duel daardoor met 3-2.

### Kalmar FF
Op 20 september 2011 kondigt Kalmar FF de komst van Gutu aan. De middenvelder wordt in eerste instantie voor een half jaar gehuurd. Hij maakt gelijktijdig met Papa Alioune Diouf (Dakar UC, eveneens gehuurd) de overstap naar Zweden. Op 14 maart 2012 maakt Kalmar FF bekend dat Gutu en Diouf beiden definitief worden overgenomen. Het lukt Gutu echter niet een basisplaats te bemachtigen bij de club. Tijdens de tweede helft van het seizoen 2014 en in 2015 wordt de middenvelder daarom verhuurd aan IFK Värnamo. In 2016 vertrekt hij naar CAPS United.

### IFK Värnamo
Enkele maanden na zijn terugkeer naar Afrika zet Gutu opnieuw voet op Europese bodem. In november 2016 tekent de middenvelder een tweejarig contract bij IFK Värnamo.